# Антинис, Робертас (младший)
Робертас Антинис (лит. Robertas Antinis; род. 9 июня 1946, Каунас) — литовский художник и скульптор; лауреат Национальной премии Литвы по культуре и искусству (2002); сын скульптора Робертаса Антиниса (1898—1981). 

## Биография
В 1965 году окончил Рижское училище прикладного искусства, в 1970 году — Латвийскую академию художеств. C 1997 года преподаёт в Каунасском художественном институте; доцент (2009). 

## Творчество
С 1969 года участвует в выставках в Литве и за рубежом (Бельгия, Япония, Польша, Франция, Финляндия, Венгрия, Германия, Эстония, Россия, Словения, США, Италия). Персональные выставки состоялись в Каунасе (1971, 1974, 1987, 2007), Риге (1977, 2000), Вильнюсе (1989, 2002, 2015). Одним из первых в литовском искусстве начал использовать нетрадиционные материалы — песок, вату, стекло. C 1989 года создавал инсталляции, перформансы, хеппенинги. Один из членов группы художников „Post Ars“ (1989).
Важнейшие скульптуры: в Каунасе — «Солнце» (1985), «Дерево-крест» (1991; архитектор Эугениюс Милюнас), памятник погибшим во время Второй мировой войны еврейским детям «Детская Тора» во дворе хоральной синагоги (1994; архитектор Артурас Имбрасас); памятник «Поле жертвы» на месте самосожжения Ромаса Каланты (2002; архитектор Саулюс Юшкис), «Один» (2002; архитектор Линас Тулейкис), в Рокишкисе — «Христос Скорбящий» (1993; архитектор Эугениюс Милюнас), в Риге — «Колодец» (2009; архитектор Линас Тулейкис), в Вильнюсе — «Полгоры» (архитектор Линас Тулейкис). 
Произведения хранятся в Литовском художественном музее в Вильнюсе.

## Награды и звания
- Офицерский крест ордена Великого князя литовского Гядиминаса (2002)
- Национальная премия Литвы по культуре и искусству (2002)
- Золотой значок Союза художников Литвы (2014).